# 岳齒獸科
岳齒獸科（Merycoidodontidae）是有著羊般大小的草食動物。牠們的面短，身體粗壯，有如象牙般的犬齒及長尾巴，短腳上有四趾的蹄。
岳齒獸科外觀像羊，但其牙齒顯示牠們較為接近駱駝科。牠們很有可能生活在林地及草原，廣泛分佈在漸新世至中新世的北美洲。後來的形態則變化得適合多種不同的環境，例如岳齒獸適合半兩棲的生活。.

## 科學分類

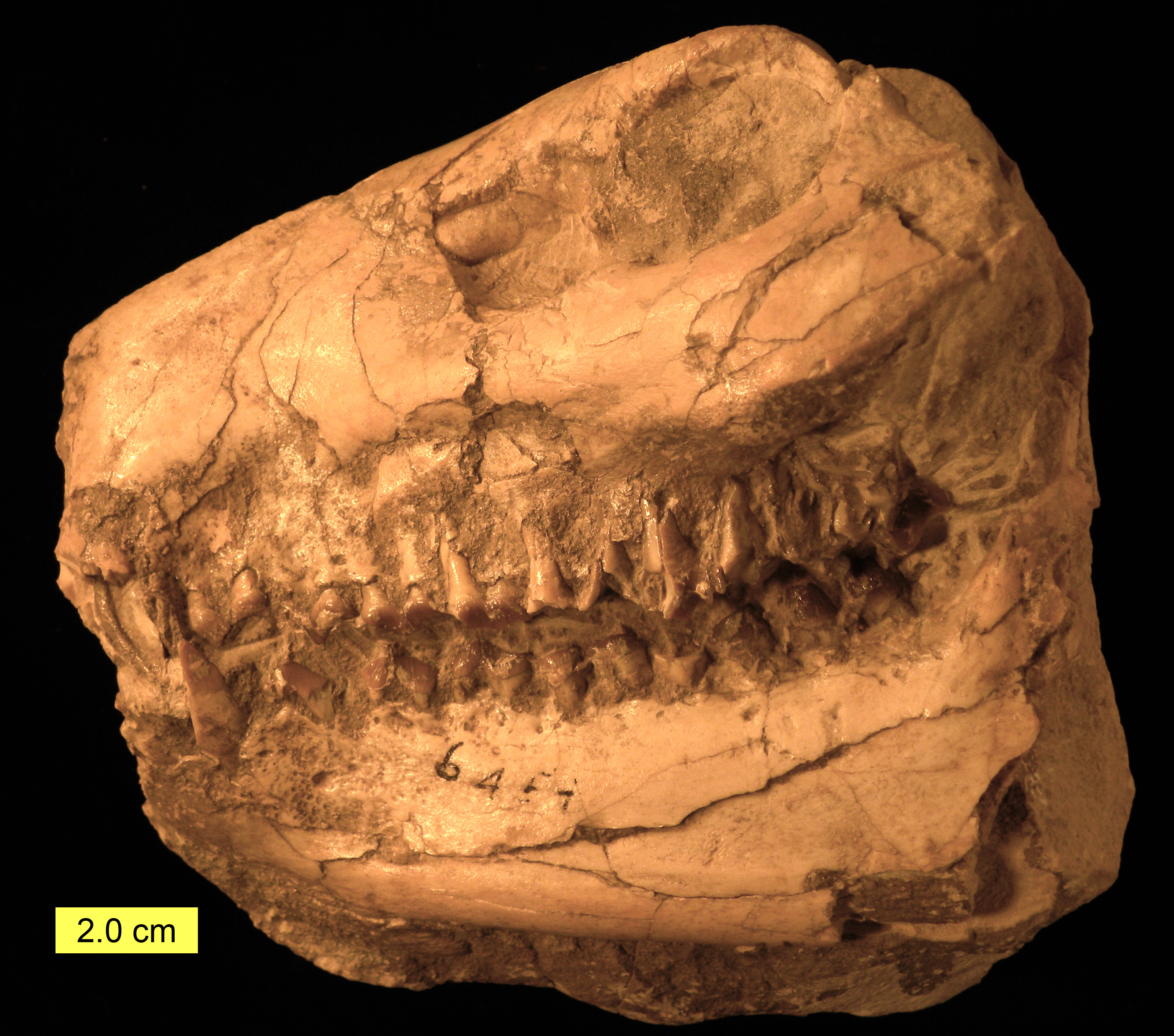
Merycoidodon

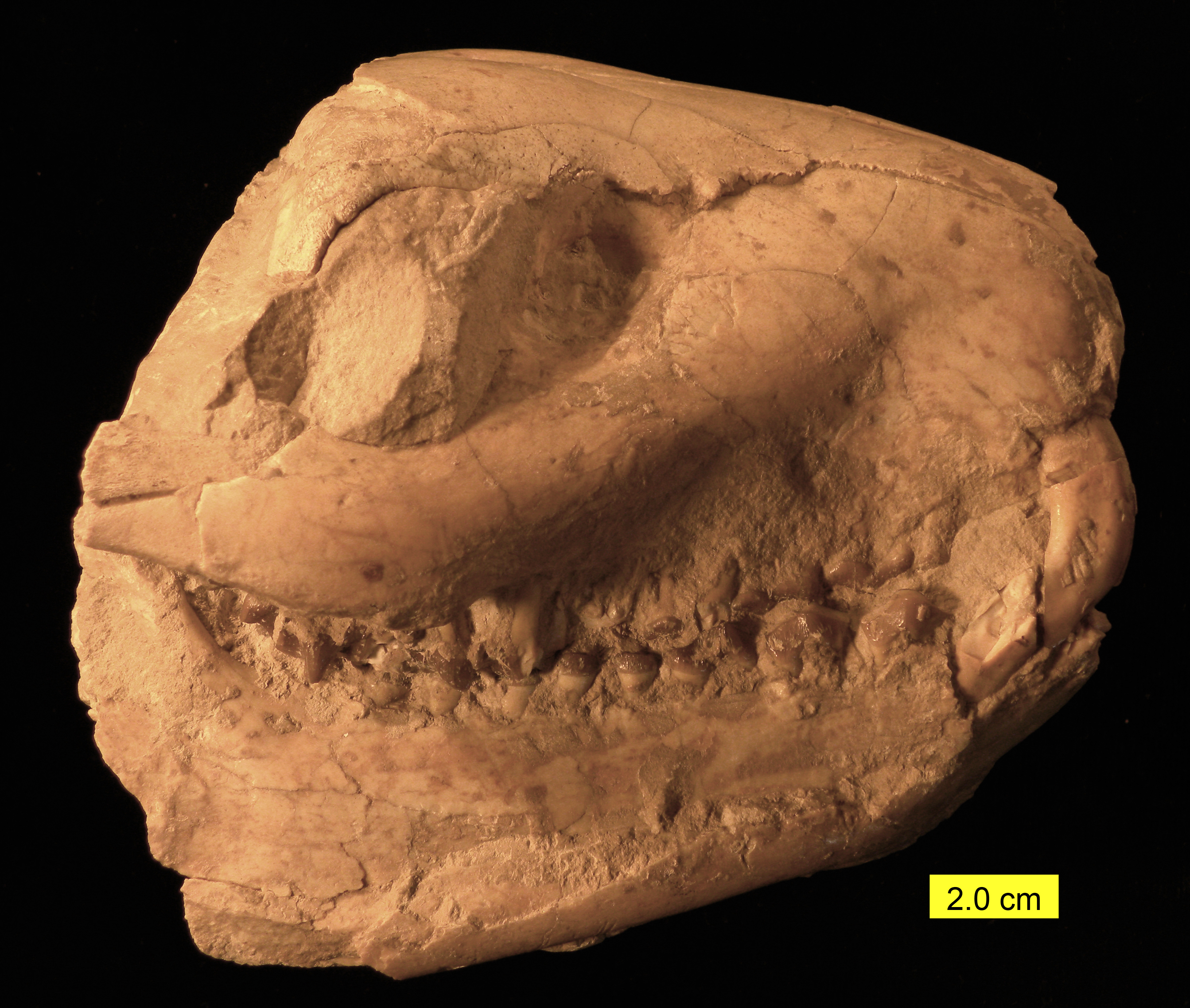
Merycoidodon

岳齒獸科連同Agriochoeridae屬於已滅絕的高齒羊亞目。岳齒獸科可能與豬、河馬及野豬有關。一些學者更將岳齒獸科分類在豬亞目中，另一些學者將牠們分類在較為接近駱駝的胼足亞目，其他的則將牠們與新獸類一同分類在彎齒獸次目。不過所有學者都認同牠們是早期的有蹄類，屬於偶蹄目。
岳齒獸科下已有超過50個屬，不過一般都認為是過份分類，而很多屬都已經證實是異名。有學者就曾發現一些標本的不同是因埋葬時造成的變形，故批評岳齒獸科成立了過多的屬。現時的研究正將岳齒獸科多餘的屬異名化，但只有很小的已完成。
現時最著名的岳齒獸科是高齒羊。

## 自然歷史
岳齒獸科棲息在新生代北美洲及中美洲的草原及大草原。牠們首先於4800萬年前溫暖的始新世出現，並在3400-2300萬年前漸新世的美洲繁盛起來。但牠們神秘地於400萬年前寒冷的上新世消失。
岳齒獸科的化石顎骨及牙齒在美國南達科他州、內布拉斯加州及懷俄明州很普遍。在俄勒岡州的約翰時代化石床國家紀念碑及瑪瑙化石地層國家保護區發現了更多的岳齒獸科骨頭。

## 生活模式
棲息於荒地的岳齒獸科，較三趾馬、犀牛及瞪羚的腳短，而牠們利用其大爪來挖掘洞穴，藉以避開敵人。因為曾發現了一些岳齒獸科的洞穴，穴內有幾頭Miniochoerus的幼獸及亞成體。
岳齒獸科在有需要時會作出反擊。所有的岳齒獸科物種都有爪，而非蹄，而一些物種如中岳齒獸及高齒羊則有獠牙。牠們可能會口咬或爪傷如古豬獸及鬣齒獸等掠食者。
岳齒獸科成群的生活，但有些則可能像現今的黑馬羚般是獨自生活的。

## 多樣性
岳齒獸科在漸新世及中新世出現了大量的多樣化，適合多種生態位，包括：
- 半水中生活：像河馬的Promerycochoeus。
- 樹幹生活：像貘的Brachycus。
- 大型吃草動物：牛般大小的Eporeodon。
- 中型吃草動物：山羊般大小的高齒羊。
- 沙漠生活的細小吃草動物：山羊至貓般大小的Sespia。
- 沙漠生活的中型吃草動物：Mesoreodon及Leptauchenia。

## 分類
岳齒獸科其下分為10個亞科，有6個屬並未包括在任何亞科中，因為牠們一是岳齒獸科的基底，或是分類不明。
- † 岳齒獸科（Merycoidodontidae）
  - 分類不明
    - †Aclistomycter
    - †Limnenetes
    - †Metoreodon
    - †Pseudogenetochoerus
    - †Pseudoleptauchenia
    - †Superdesmatochoerus

  - †Oreonetinae
    - †厚膝獸屬（Bathygenys）
    - †Megabathygenys
    - †Oreonetes
    - †Parabathygenys

  - †Leptaucheniinae[5]
    - †Leptaucheniini
      - †Leptauchenia：即Brachymeryx、Cyclopidius、Hadroleptauchenia、Pithecistes、Pseudocyclopidius。

    - †Sespiini
      - †Sespia：即Megasespia。

  - †Merycoidodontinae：即Oreodontinae。[2]
    - †高齒羊屬（Merycoidodon）：即Blickohyus、Genetochoerus、Oreodon、Otionohyus、Paramerycoidodon、Prodesmatochoerus、Promesoreodon、Subdesmatochoerus。
    - †中岳齒獸屬（Mesoreodon）

  - †Miniochoerinae[2]
    - †Miniochoerus：即Paraminiochoerus、Parastenopsochoerus、Platyochoerus、Pseudostenopsochoerus、Stenopsochoerus。

  - †Desmatochoerinae
    - †Desmatochoerus
    - †Megoreodon
    - †Pseudodesmatochoerus

  - †Promerycochoerinae
    - †Promesodreodon
    - †Promerycochoerus
    - †Merycoides

  - †Merychyinae
    - †Oreodontoides
    - †Paroreodon：即Epigenetochoerus。
    - †Paramerychyus
    - †Merychyus

  - †Eporeodontinae
    - †Dayohyus
    - †Eporeodon

  - †Phenacocoelinae
    - †Phenacocoelus
    - †Submerycochoerus
    - †Pseudomesoreodon
    - †Hypsiops

  - †Ticholeptinae
    - †Mediochoerus
    - †Ticholeptus：即Poatrephes。
    - †Ustatochoerus

  - †Merycochoerinae
    - †中新豬屬（Merycochoerus）
    - †Brachycrus：即Pronomotherium。